# Mix & Remix
Philippe Becquelin, dit Mix & Remix, est un dessinateur suisse, né le 6 avril 1958 à Saint-Maurice dans le canton du Valais et mort le 19 décembre 2016 à Blonay,,. Il réalise des dessins satiriques sur l'actualité pour plusieurs journaux dont L'Hebdo et l'émission de télévision Infrarouge.

## Biographie
Son père, mécanicien à l'usine électrique de Lavey, aurait aimé être dessinateur. N'ayant pu suivre cette voie, il fait partager son goût pour la bande dessinée à son fils Philippe et à ses deux filles (Laurence et Hélène Becquelin), et ramène à la maison des BD de Spirou, Tintin, Pilote, ce qui les incite à dessiner dès leur enfance. Philippe Becquelin apprécie plus particulièrement Lucky Luke, l'absurde selon Gotlib, le graphisme simple des Peanuts, et admire Le Concombre masqué, de Nikita Mandryka.
Philippe Becquelin fréquente le collège de Saint-Maurice où, sous le nom de Nicleb, il illustre le journal de l'école Le Potin, qui remporte un franc succès auprès des 800 élèves[réf. nécessaire]. Daniel Rausis participe également à cette parution. Philippe Becquelin quitte néanmoins le collège, un an avant l'obtention de la maturité. Il passe six mois à l'école des beaux-arts de Sion puis obtient un diplôme de peinture à l'École cantonale d'art de Lausanne en 1984. Il choisit le pseudonyme Mix & Remix car il réalise des peintures avec sa femme, Dominique, rencontrée la même année. Il arrête ensuite la peinture tout en gardant le pseudonyme.
Philippe Becquelin collabore avec Frédéric Pajak pour illustrer l'hebdomadaire L'Éternité, publié pendant six mois. Influencé par Pajak qui voit en lui « le seul dessinateur romand à avoir un langage », Mix & Remix se dirige vers le dessin satirique. Il dessine le strip Histoires mécaniques dans L'Hebdo de 1992 à 1998 avant de faire du dessin d'actualité[réf. souhaitée].
Après un emploi de magasinier dans un dépôt d'importation de peluches et un autre où Philippe Becquelin imprime des t-shirts, il travaille comme guet au sommet du beffroi de la cathédrale de Lausanne de 1991 à 2001 : il crie l'heure aux quatre points cardinaux de 22 heures à 2 heures, perpétuant ainsi une tradition séculaire de lutte contre les incendies qui remonte à 1405. 
Philippe Becquelin arrive ensuite à vivre du dessin. Recevant le prix d'encouragement du canton du Valais en 1995, il occupe une page entière de L'Hebdo dès 1998. Il expose au Festival d'Angoulême 2005. Il lance en juillet 2006 le mensuel 1er degré « Le journal des gens aisés » qui s'arrête après deux numéros puis il participe à Siné Hebdo. Il intervient en direct dans l'émission de la Radio télévision suisse Infrarouge et dessine pour Le Matin Dimanche à partir de 2013. Courrier international en France et l'Internazionale en Italie publient également ses dessins,,,,.
Du 24 novembre au 17 décembre 2016, Philippe Becquelin et sa fille Louisa Becquelin, alias Louiza, ont exposé ensemble à l’Espace Richterbuxtorf à Lausanne, ce qui leur avait valu un article dans L'Hebdo, et devaient à nouveau reprendre l'exposition Venus pour rire au même endroit, au mois de janvier 2017, mais Philippe Becquelin meurt le 19 décembre 2016 à la suite d'un cancer du pancréas. 
En 2022, un film de Frédéric Pajak intitulé L'Ami. Portrait de Mix & Remix retrace son parcours. 

### Distinctions
- 1995 : Prix d'encouragement du canton du Valais
- 2016 : Prix du rayonnement de la Fondation vaudoise pour la culture

## Publications
- Mekano, Edition Moderne, 1995, 32 p.  (ISBN 9783907010884)en Allemand
- À la petite semaine, Ringier, 1999, ?? p.  (ISBN 978-2-9700099-9-3)dessins parus dans L'Hebdo de 1995 à 1998

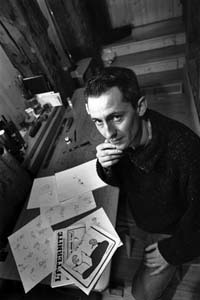
Philippe Becquelin en 1994.

- C’est à moi que tu causes?, Ringier, 2000, 120 p.  (ISBN 2-940260-03-6)dessins parus dans L'Hebdo de 1998 à 2000
- L’Integraal, Ringier, 2002, 130 p.  (ISBN 2-940260-10-9)dessins parus dans L'Hebdo de 2000 à 2002
- L’al…Boum !, Ringier, 2003, ?? p.  (ISBN 978-2-940260-16-4)dessins parus dans L'Hebdo de 2002 à 2003
- Une année de folie, Ringier, 2004, 78 p.  (ISBN 978-2-940260-20-1)dessins parus dans L'Hebdo de 2003 à 2004
- Démocratie et autres gags, Ringier, 2005, 80 p.  (ISBN 978-2-940260-23-2)dessins parus dans L'Hebdo de 2004 à 2005
- Ça baigne !, Glénat, 2005, 62 p.  (ISBN 978-2723453899)
- Mix & Remix à Infrarouge, Favre, 2006, 142 p.  (ISBN 978-2-8289-0889-8)Tome 1
- Le Grand Flip, Ringier, 2006, 82 p.  (ISBN 978-2-940260-25-6)dessins parus dans L'Hebdo de 2005 à 2006 + 20 inédits
- T'inquiète !, Ringier, 2007, 74 p.  (ISBN 978-2-940260-31-7)dessins parus dans L'Hebdo de 2006 à 2007 + 15 inédits
- People toi-même !, Ringier, 2008, 74 p.  (ISBN 978-2-940260-35-5)dessins parus dans L'Hebdo de 2007 à 2008
- Coule Attitude, Ringier, 2009, 74 p.  (ISBN 978-2-940260-42-3)dessins parus dans L'Hebdo de 2008 à 2009
- Rouge de Suisse, Ringier, 2010, 74 p.  (ISBN 978-2-940260-45-4)dessins parus dans L'Hebdo de 2009 à 2010
- Où va-t-on ?, Ringier, 2011, 74 p.  (ISBN 978-2-940260-51-5)dessins parus dans L'Hebdo de 2010 à 2011
- Gags, Les cahiers dessinés, 2011, 158 p.  (ISBN 978-2-283-02525-3)préface de Siné
- Bonjour l'ambiance, Ringier, 2012, 74 p.  (ISBN 978-2-940260-55-3)dessins parus dans L'Hebdo de 2011 à 2012
- Regags, Les cahiers dessinés, 2012, 158 p.  (ISBN 979-1-09-087508-1)préface de Frédéric Beigbeder
- Le Mix, Les cahiers dessinés, 2013, 158 p.  (ISBN 979-1090875180)
- Mix & Remix à Infrarouge, Glenat, 2014, 240 p.  (ISBN 978-2-940446-40-7)10 ans de dessins (Tome 2)
- Dessins thématiques, Archives cantonales vaudoises, 2015La bande dessinée de Mix&Remix sur l'archivage électronique (historique), à la faveur de l'exposition : Les temps changent ! Tout fout le camp ? La conservation à l'ère numérique.[présentation en ligne]
- Dessins politiques, Les cahiers dessinés, 2015, 300 p.  (ISBN 979-1090875357)Dessins parus initialement dans l'Hebdo, Siné Mensuel et le Matin Dimanche entre 2005 et 2015
- PT de rire !, Éditions Slatkine, 2015, 112 p.  (ISBN 978-2832107089)

### Filmographie
- Frédéric Pajak, L'Ami, portrait de Mix & Remix, documentaire, janvier 2022, 81 min [présentation en ligne].